# Dylągówka
Dylągówka is een dorp in het Poolse woiwodschap Subkarpaten, in het district Rzeszowski. De plaats maakt deel uit van de gemeente Hyżne en telt 1000 inwoners.